# Trémorel
Trémorel é uma comuna francesa na região administrativa da Bretanha, no departamento de Côtes-d'Armor. Estende-se por uma área de 33,76 km². Em 2010 a comuna tinha 1 168 habitantes (densidade: 34,6 hab./km²).